# 佛兰德

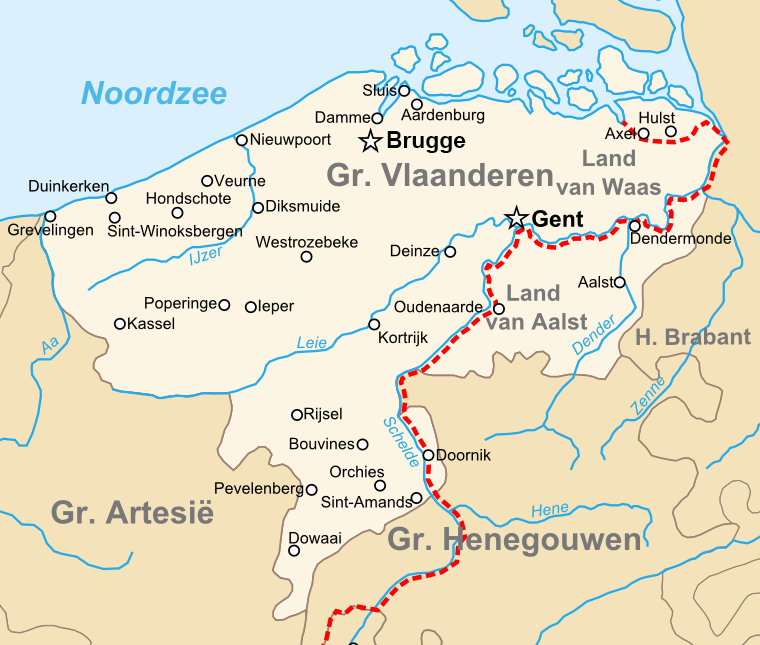
佛兰德伯国，14世紀

佛兰德（荷蘭語：Vlaanderen，發音：[ˈvlaːndərə(n)] ⓘ，發音：[flɑ̃dʁ] ⓘ，發音：[ˈflandɐn] ⓘ，英國 /ˈflɑːndərz/，美國 /ˈflæn-/），又译法兰德斯或佛兰德斯，是比利時北部的一個荷蘭語地區，人口主要为弗拉芒人。

## 地名
“佛兰德”一名来自古弗里斯兰语“*flāmdra”，意为“洪泛之地”，其派生自原始日耳曼語“*flaumaz”，意为“洪水、溪流、泥浆”。
传统意义上的“佛兰德”指的是佛兰德伯国涵盖的地区，大致对应今比利时东、西佛兰德省，法國北部的法國法蘭德斯与荷蘭南部的泽兰佛兰德，如今“佛兰德”一称指代了更大的区域，用于表示比利时整个荷兰语区。

### “佛兰德”与“弗拉芒”
比利時當前行政區劃与社群的名稱中，弗拉芒大區、弗拉芒布拉班特省与弗拉芒社群皆作“弗拉芒”，而东佛兰德省与西佛兰德省作“佛兰德”，其中“弗拉芒”（荷蘭語：Vlaams）为“佛兰德”（荷蘭語：Vlaanderen）的形容词形式，意即“佛兰德的”。在印欧语中，国家或较大规模的地区及城市大多有对应的形容词形式，汉语中习惯将地名与其形容词的译法统一（如“Scotland”译作“苏格兰”，搭配其形容词形式“Scottish”的“Scottish Premiership”译作“苏格兰足球超级联赛”而非“苏格蒂什足球超级联赛”），此处“弗拉芒”与“佛兰德”的分译属于特例。而在部分语言中，“佛兰德”与“弗拉芒大區”两名称也常常混用。

## 弗拉芒运动
2010年比利时眾議院选舉结果显示，分裂派政党“新弗拉芒人聯盟”在弗拉芒大区处于领先地位；该政党的终极目的是与南部的法语区彻底决裂。荷兰语党派与法语党派对于组建联合政府之事无法達成協議，因而导致比利时陷入了长達18個月的无政府状态。由于荷兰语区经济远远好于法语区，荷兰语区要求至少经济独立的呼声由来已久。

## 外部連結
- 法蘭德斯政府官方網站 （页面存档备份，存于）（荷兰文）（英文）（法文）（德文）